# Manania gwilliami
Manania gwilliami är en nässeldjursart som beskrevs av Helen K. Larson och Daphne G. Fautin 1989. Manania gwilliami ingår i släktet Manania och familjen Depastridae. Inga underarter finns listade i Catalogue of Life.